# Campionati del mondo di 100 km
I campionati del mondo di 100 km (nome ufficiale in inglese IAU 100 km World Championships) sono una competizione sportiva internazionale di ultramaratona, svolta sulla distanza dei 100 km su strada e organizzata dalla International Association of Ultrarunners con il patrocinio di World Athletics.
La prima edizione della competizione, che si svolge a cadenza annuale, si tenne nel 1987 a Torhout, in Belgio.

## Edizioni
| Edizione | Anno | Città                 | Nazione       | Data         |
| -------- | ---- | --------------------- | ------------- | ------------ |
| 1        | 1987 | Torhout               | Belgio        | 20 giugno    |
| 2        | 1988 | Santander             | Spagna        | 1º ottobre   |
| 3        | 1989 | Rambouillet           | Francia       | 25 giugno    |
| 4        | 1990 | Duluth                | Stati Uniti   | 27 ottobre   |
| 5        | 1991 | Faenza                | Italia        | 25 maggio    |
| 6        | 1992 | Palamós               | Spagna        | 16 febbraio  |
| 7        | 1993 | Torhout               | Belgio        | 8 agosto     |
| 8        | 1994 | Saroma                | Giappone      | 26 giugno    |
| 9        | 1995 | Winschoten            | Paesi Bassi   | 16 settembre |
| 10       | 1996 | Mosca                 | Russia        | 4 maggio     |
| 11       | 1997 | Winschoten            | Paesi Bassi   | 13 settembre |
| 12       | 1998 | Shimanto              | Giappone      | 18 ottobre   |
| 13       | 1999 | Chavagnes-en-Paillers | Francia       | 15 maggio    |
| 14       | 2000 | Winschoten            | Paesi Bassi   | 9 settembre  |
| 15       | 2001 | Cléder                | Francia       | 26 agosto    |
| 16       | 2002 | Torhout               | Belgio        | 21 giugno    |
| 17       | 2003 | Tainan                | Taiwan        | 16 novembre  |
| 18       | 2004 | Winschoten            | Paesi Bassi   | 11 settembre |
| 19       | 2005 | Saroma                | Giappone      | 26 giugno    |
| 20       | 2006 | Misari                | Corea del Sud | 8 ottobre    |
| 21       | 2007 | Winschoten            | Paesi Bassi   | 8 settembre  |
| 22       | 2008 | Tarquinia             | Italia        | 8 novembre   |
| 23       | 2009 | Torhout               | Belgio        | 19 giugno    |
| 24       | 2010 | Gibilterra            | Gibilterra    | 7 novembre   |
| 25       | 2011 | Winschoten            | Paesi Bassi   | 19 settembre |
| 26       | 2012 | Seregno               | Italia        | 19 settembre |
| 27       | 2014 | Doha                  | Qatar         | 21 novembre  |
| 28       | 2015 | Winschoten            | Paesi Bassi   | 12 settembre |
| 29       | 2016 | Los Alcázares         | Spagna        | 27 novembre  |
| 30       | 2018 | Sveti Martin na Muri  | Croazia       | 8 settembre  |
| 31       | 2022 | Bernau bei Berlin     | Germania      | 27 agosto    |

## Medagliati

### Gara maschile
| Anno | Oro                 | Argento             | Bronzo               |
| ---- | ------------------- | ------------------- | -------------------- |
| 1987 | Domingo Catalán     | Don Ritchie         | Roland Vuillemenot   |
| 1988 | Domingo Catalán     | Jean-Marc Bellocq   | Bruno Scelsi         |
| 1989 | Bruno Scelsi        | Bruno Joppen        | Herbert Cuntz        |
| 1990 | Roland Vuillemenot  | Russell Prince      | Stefan Fekner        |
| 1991 | Valmir Nunes        | Roland Vuillemenot  | Jean-Marc Bellocq    |
| 1992 | Konstantin Santalov | Domingo Catalán     | Erik Seedhouse       |
| 1993 | Konstantin Santalov | Peter Hermanns      | Cornet Matomane      |
| 1994 | Aleksey Volgin      | Jarosław Janicki    | Kazimierz Bak        |
| 1995 | Valmir Nunes        | Aleksey Volgin      | Tom Johnson          |
| 1996 | Konstantin Santalov | Jarosław Janicki    | Aleksey Kruglov      |
| 1997 | Sergey Yanenko      | Mikhail Kokorev     | Andrzej Magier       |
| 1998 | Grigoriy Murzin     | Igor Tyupin         | Ravil Kashapov       |
| 1999 | Simon Pride         | Thierry Guichard    | Anatoly Korepanov    |
| 2000 | Pascal Fétizon      | Dmitriy Radyuchenko | Oleg Kharitonov      |
| 2001 | Yasufumi Mikami     | Rich Hanna          | Pascal Fétizon       |
| 2002 | Mario Fattore       | Igor Tyazhkorob     | Fermín Martínez      |
| 2003 | Mario Fattore       | Grigoriy Murzin     | Michael Sommer       |
| 2004 | Mario Ardemagni     | Jarosław Janicki    | Oleg Kharitonov      |
| 2005 | Grigoriy Murzin     | Jorge Aubeso        | Tsutomu Sassa        |
| 2006 | Yannick Djouadi     | Oleg Kharitonov     | Denis Zhalybin       |
| 2007 | Shinichi Watanabe   | Kenji Nakanishi     | Oleg Kharitonov      |
| 2008 | Giorgio Calcaterra  | Jarosław Janicki    | Miguel Ángel Jiménez |
| 2009 | Yasukazu Miyazato   | Jonas Buud          | Giorgio Calcaterra   |
| 2010 | Shinji Nakadai      | Jonas Buud          | Michael Wardian      |
| 2011 | Giorgio Calcaterra  | Michael Wardian     | Andrew Henshaw       |
| 2012 | Giorgio Calcaterra  | Jonas Buud          | Alberico Di Cecco    |
| 2014 | Max King            | Jonas Buud          | José Antonio Requejo |
| 2015 | Jonas Buud          | Asier Cuevas        | Giorgio Calcaterra   |
| 2016 | Hideaki Yamauchi    | Bongmusa Mthembu    | Patrick Reagan       |
| 2018 | Hideaki Yamauchi    | Takehiko Gyoba      | Bongmusa Mthembu     |
| 2022 | Haruki Okayama      | Jumpei Yamaguchi    | Piet Wiersma         |

### Gara femminile
| Anno | Oro                  | Argento              | Bronzo              |
| ---- | -------------------- | -------------------- | ------------------- |
| 1987 | Agnes Eberle         | Monique Exbrayat     | Marie-France Plas   |
| 1988 | Ann Trason           | Márta Vass           | Eleanor Robinson    |
| 1989 | Katherina Janicke    | Sigrid Lomsky        | Hilary Walker       |
| 1990 | Eleanor Robinson     | Ann Trason           | Márta Vass          |
| 1991 | Eleanor Robinson     | Nadezhda Gumerova    | Márta Vass          |
| 1992 | Nurzia Bagmanova     | Márta Vass           | Carolyn Hunter-Rowe |
| 1993 | Carolyn Hunter-Rowe  | Valentina Shatyeyeva | Valentina Lyakhova  |
| 1994 | Valentina Shatyeyeva | Trudi Thomson        | Irina Petrova       |
| 1995 | Ann Trason           | Helene Joubert       | Maria Bak           |
| 1996 | Valentina Shatyeyeva | Linda Meadows        | Yelena Sidorenkova  |
| 1997 | Valentina Lyakhova   | Isabelle Olive       | Renee du Plessis    |
| 1998 | Carolyn Hunter-Rowe  | Lilac Flay           | Maria Venâncio      |
| 1999 | Anna Balosáková      | Martine Cubizolles   | Oksana Ladyshina    |
| 2000 | Edit Bérces          | Yelvira Kolpakova    | Constanze Wagner    |
| 2001 | Yelvira Kolpakova    | Marina Bychkova      | Monica Casiraghi    |
| 2002 | Tatjana Žyrkova      | Akiko Sekiya         | Monica Casiraghi    |
| 2003 | Monica Casiraghi     | Paola Sanna          | Elke Hiebl          |
| 2004 | Tatjana Žyrkova      | Marina Bychkova      | Monica Casiraghi    |
| 2005 | Hiroko Sho           | Anne Riddle-Lundblad | Yoko Yamazawa       |
| 2006 | Lizzy Hawker         | Monica Carlin        | Hiroko Sho          |
| 2007 | Norimi Sakurai       | Laurence Fricotteaux | Hiroko Sho          |
| 2008 | Tatjana Žyrkova      | Kami Semick          | Monica Carlin       |
| 2009 | Kami Semick          | Irina Vishnevskaya   | Monica Carlin       |
| 2010 | Ellie Greenwood      | Monica Carlin        | Lizzy Hawker        |
| 2011 | Marina Bychkova      | Joanna Zakrzewski    | Lindsay van Aswegen |
| 2012 | Amy Sproston         | Kajsa Berg           | Irina Vishnevskaya  |
| 2014 | Ellie Greenwood      | Chiyuki Mochizuki    | Joanna Zakrzewski   |
| 2015 | Camille Herron       | Kajsa Berg           | Marija Vrajić       |
| 2016 | Kirstin Bull         | Nikolina Šustić      | Joanna Zakrzewski   |
| 2018 | Nikolina Šustić      | Nele Alder-Baerens   | Mai Fujisawa        |
| 2022 | Floriane Hot         | Camille Chaigneau    | Caitriona Jennings  |

### Classifica Maschile
| Atleta               | Oro | Argento | Bronzo |
| -------------------- | --- | ------- | ------ |
| Giorgio Calcaterra   | 3   |         | 2      |
| Konstantin Santalov  | 3   |         |        |
| Domingo Catalán      | 2   | 1       |        |
| Grigoriy Murzin      | 2   | 1       |        |
| Mario Fattore        | 2   |         |        |
| Valmir Nunes         | 2   |         |        |
| Hideaki Yamauchi     | 2   |         |        |
| Jonas Buud           | 1   | 4       |        |
| Roland Vuillemenot   | 1   | 1       | 1      |
| Aleksey Volgin       | 1   | 1       |        |
| Bruno Scelsi         | 1   |         | 1      |
| Pascal Fétizon       | 1   |         | 1      |
| Haruki Okayama       | 1   |         |        |
| Max King             | 1   |         |        |
| Yasukazu Miyazato    | 1   |         |        |
| Sergey Yanenko       | 1   |         |        |
| Shinichi Watanabe    | 1   |         |        |
| Shinji Nakadai       | 1   |         |        |
| Simon Pride          | 1   |         |        |
| Yannick Djouadi      | 1   |         |        |
| Yasufumi Mikami      | 1   |         |        |
| Mario Ardemagni      | 1   |         |        |
| Jaroslaw Janicki     |     | 4       |        |
| Oleg Kharitonov      |     | 1       | 3      |
| Bongmusa Mthembu     |     | 1       | 1      |
| Michael Wardian      |     | 1       | 1      |
| Jean-Marc Bellocq    |     | 1       | 1      |
| Asier Cuevas         |     | 1       |        |
| Dmitriy Radyuchenko  |     | 1       |        |
| Don Ritchie          |     | 1       |        |
| Igor Tyazhkorob      |     | 1       |        |
| Igor Tyupin          |     | 1       |        |
| Jorge Aubeso         |     | 1       |        |
| Thierry Guichard     |     | 1       |        |
| Jumpei Yamaguchi     |     | 1       |        |
| Kenji Nakanishi      |     | 1       |        |
| Mikhail Kokorev      |     | 1       |        |
| Peter Hermanns       |     | 1       |        |
| Rich Hanna           |     | 1       |        |
| Russell Prince       |     | 1       |        |
| Takehiko Gyoba       |     | 1       |        |
| José Antonio Requejo |     |         | 1      |
| Aleksey Kruglov      |     |         | 1      |
| Anatoly Korepanov    |     |         | 1      |
| Andrew Henshaw       |     |         | 1      |
| Andrzej Magier       |     |         | 1      |
| Cornet Matomane      |     |         | 1      |
| Denis Zhalybin       |     |         | 1      |
| Erik Seedhouse       |     |         | 1      |
| Fermín Martínez      |     |         | 1      |
| Alberico Di Cecco    |     |         | 1      |
| Tsutomu Sassa        |     |         | 1      |
| Kazimierz Bak        |     |         | 1      |
| Michael Sommer       |     |         | 1      |
| Miguel Ángel Jiménez |     |         | 1      |
| Patrick Reagan       |     |         | 1      |
| Piet Wiersma         |     |         | 1      |
| Ravil Kashapov       |     |         | 1      |
| Stefan Fekner        |     |         | 1      |
| Tom Johnson          |     |         | 1      |
| Herbert Cuntz        |     |         | 1      |